# 3816 Chugainov
3816 Chugainov este un asteroid din centura principală, descoperit pe 8 noiembrie 1975 de Nikolai Cernîh.